# Molić
Molliq en albanais et Molić en serbe latin (en serbe cyrillique : Молић) est une localité du Kosovo située dans la commune/municipalité de Gjakovë/Đakovica, district de Gjakovë/Đakovica (Kosovo) ou de Pejë/Peć (Serbie). Selon le recensement kosovar de 2011, elle compte 624 habitants, dont une majorité d'Albanais.

## Histoire
La mosquée du village, qui date du XIXe siècle, est proposée pour une inscription sur la liste des monuments culturels du Kosovo.

## Démographie

### Évolution historique de la population dans la localité
| 1948 | 1953 | 1961 | 1971 | 1981 | 1991 | 2011 |
| ---- | ---- | ---- | ---- | ---- | ---- | ---- |
| 352  | 410  | 443  | 581  | 803  | 907  | 624  |

|  |

## Personnalité
Le peintre Rexhep Goçi est né en 1947 à Molliq/Molić.